# Canton de Plaintel
Le canton de Plaintel est une circonscription électorale française du département des Côtes-d'Armor.

## Histoire
Un nouveau découpage territorial des Côtes-d'Armor entre en vigueur à l'occasion des élections départementales de mars 2015, défini par le décret du 13 février 2014, en application des lois du 17 mai 2013 (loi organique 2013-402 et loi 2013-403). Les conseillers départementaux sont, à compter de ces élections, élus au scrutin majoritaire binominal mixte. Les électeurs de chaque canton élisent au Conseil départemental, nouvelle appellation du Conseil général, deux membres de sexe différent, qui se présentent en binôme de candidats. Les conseillers départementaux sont élus pour 6 ans au scrutin binominal majoritaire à deux tours, l'accès au second tour nécessitant 12,5 % des inscrits au 1er tour. En outre la totalité des conseillers départementaux est renouvelée. Ce nouveau mode de scrutin nécessite un redécoupage des cantons dont le nombre est divisé par deux avec arrondi à l'unité impaire supérieure si ce nombre n'est pas entier impair, assorti de conditions de seuils minimaux. Dans les Côtes-d'Armor, le nombre de cantons passe ainsi de 52 à 27.
Le canton de Plaintel est formé de communes des anciens cantons de Plœuc-sur-Lié (4 communes), de Moncontour (5 communes) et de Plouguenast (1 commune). Le canton est entièrement inclus dans l'arrondissement de Saint-Brieuc. Le bureau centralisateur est situé à Plaintel.

## Représentation
| Période élective | Période élective | Mandat | Mandat   | Identité               | Nuance | Nuance | Qualité |
| ---------------- | ---------------- | ------ | -------- | ---------------------- | ------ | ------ | --- |
| 2015             | 2021             | 2015   | 2021     | Thibaut Guignard       |        | DVD    | Maire de Plœuc-sur-Lié (2014-2015) Maire de Plœuc-l'Hermitage (depuis 2016) 1er Vice-Président du Conseil départemental (Administration générale des services et coopération décentralisée) |
| 2015             | 2021             | 2015   | 2021     | Delphine Martin Autret |        | DVD    | Conseillère municipale de Quessoy (depuis 2014) |
| 2021             | 2028             | 2021   | en cours | Vincent Alleno         |        | DVG    | Cadre médico-social, maire de Plaintel, 3ème vice-président délégué aux Finances, au Numérique et aux Contrats de territoire                                                                |
| 2021             | 2028             | 2021   | en cours | Nadine L'Echelard      |        | DVG    | Commerçante, adjointe au maire d'Hénon |

### Résultats détaillés

#### Élections de mars 2015
À l'issue du 1er tour des élections départementales de 2015, deux binômes sont en ballottage : Thibaut Guignard et Delphine Martin (Union de la Droite, 44,01 %) et Jérôme Le Nouvel et Nadine L'Echelard (DVG, 32,55 %). Le taux de participation est de 59,68 % (8 394 votants sur 14 066 inscrits) contre 56,24 % au niveau départementalet 50,17 % au niveau national.
Au second tour, Thibaut Guignard et Delphine Martin (Union de la Droite) sont élus avec 56,07 % des suffrages exprimés et un taux de participation de 60,11 % (4 414 voix pour 8 448 votants et 14 054 inscrits).
Thibaut Guignard a quitté LR.

#### Élections de juin 2021
Le premier tour des élections départementales de 2021 est marqué par un très faible taux de participation (33,26 % au niveau national). Dans le canton de Plaintel, ce taux de participation est de 39,95 % (5 814 votants sur 14 552 inscrits) contre 39,37 % au niveau départemental. À l'issue de ce premier tour, deux binômes sont en ballottage : Vincent Alleno et Nadine L'Echelard (DVG, 46,74 %) et Thibaut Guignard et Delphine Martin (Union à droite, 37,8 %).
Le second tour des élections est marqué une nouvelle fois par une abstention massive équivalente au premier tour. Les taux de participation sont de 34,3 % au niveau national, 40,31 % dans le département et 43,6 % dans le canton de Plaintel. Vincent Alleno et Nadine L'Echelard (DVG) sont élus avec 53,59 % des suffrages exprimés (3 238 voix pour 6 346 votants et 14 554 inscrits),,.

## Composition
Lors de sa création, le canton de Plaintel comprenait 10 communes entières.
À la suite de la fusion, au 1er janvier 2016, de L'Hermitage-Lorge et Plœuc-sur-Lié pour former la commune nouvelle de Plœuc-L'Hermitage, le canton comprend désormais neuf communes :
| Nom                              | Code Insee | Intercommunalité                    | Superficie (km2) | Population (dernière pop. légale) | Densité (hab./km2) | Modifier                                    |
| -------------------------------- | ---------- | ----------------------------------- | ---------------- | --------------------------------- | ------------------ | ------------------------------------------- |
| Plaintel (bureau centralisateur) | 22171      | CA Saint-Brieuc Armor Agglomération | 26,76            | 4 571 (2022)                      | 171                | modifier les données · modifier les données |
| Le Bodéo                         | 22009      | CA Saint-Brieuc Armor Agglomération | 9,97             | 178 (2022)                        | 18                 | modifier les données · modifier les données |
| Hénon                            | 22079      | CA Lamballe Terre et Mer            | 40,87            | 2 315 (2022)                      | 57                 | modifier les données · modifier les données |
| Moncontour                       | 22153      | CA Lamballe Terre et Mer            | 0,48             | 742 (2022)                        | 1 546              | modifier les données · modifier les données |
| Plémy                            | 22184      | CA Lamballe Terre et Mer            | 40,04            | 1 583 (2022)                      | 40                 | modifier les données · modifier les données |
| Plœuc-L'Hermitage                | 22203      | CA Saint-Brieuc Armor Agglomération | 82,27            | 4 117 (2022)                      | 50                 | modifier les données · modifier les données |
| Quessoy                          | 22258      | CA Lamballe Terre et Mer            | 29,23            | 3 930 (2022)                      | 134                | modifier les données · modifier les données |
| Saint-Carreuc                    | 22281      | CA Saint-Brieuc Armor Agglomération | 12,69            | 1 554 (2022)                      | 122                | modifier les données · modifier les données |
| Trédaniel                        | 22346      | CA Lamballe Terre et Mer            | 15,92            | 896 (2022)                        | 56                 | modifier les données · modifier les données |
| Canton de Plaintel               | 2213       |                                     | 258,23           | 19 886 (2022)                     | 77                 | modifier les données                        |

## Démographie
En 2022, le canton comptait 19 886 habitants, en évolution de +2,2 % par rapport à 2016 (Côtes-d'Armor : +1,78 %, France hors Mayotte : +2,11 %).
| 2013   | 2018   | 2022   |
| ------ | ------ | ------ |
| 19 470 | 19 524 | 19 886 |